# Dreata yokoana
Dreata yokoana is een vlinder uit de familie van de Eupterotidae. De wetenschappelijke naam van de soort is voor het eerst geldig gepubliceerd in 1927 door Bethune-Baker.